# Joris De Brabander
Joris De Brabander est un éleveur belge de chevaux de sport.

## Histoire
Provenant d'une formation de vétérinaire, Joris De Brabander est aussi à la fois éleveur, gérant de l'élevage de Muze, en Belgique, étalonnier et propriétaire de chevaux. Il pratique notamment le transfert d'embryons de juments dans le cadre de son métier. Le développement de son élevage doit beaucoup à l'import de la jument Selle français Fragance de Chalus, qu'il a achetée âgée d'un an directement chez son éleveuse en France.
Son élevage, l'élevage de Muze, est une référence mondiale du cheval de saut d'obstacles. Lui-même est considéré comme l'un des meilleurs éleveurs de chevaux du monde.
L'élevage de Muze est notamment le découvreur de Vigo d'Arsouilles, l'éleveur de Narcotique de Muze II et de London (né sous le nom de Carembar de Muze).